# Arrest Klarein/Claeryn
Klarein/Claeryn of Colgate-Palmove/Bols (BenGH 1 maart 1975, ECLI:NL:XX:1975:AB3388) is de roepnaam van een arrest van het Benelux-Gerechtshof van 1 maart 1975 inzake een prejudiciële vraag van de Hoge Raad der Nederlanden over de uitlegging van artikel 13, onder A, eerste lid, aanhef en onder 2, van de Eenvormige Beneluxwet op de warenmerken. Het is de eerste zaak die werd afgedaan door het in 1974 opgerichte gerechtshof.

## Casus en procesverloop
De NV Koninklijke Distilleerderijen Erven Lucas Bols (Lucas Bols) is een Nederlandse destillateur van alcohol en een stokerij van likeur. Zij is rechthebbende op het merk 'Claeryn' voor jenevers als woord in bepaalde schrijfwijze en als hoofdmotief op een etiket. Om dit recht te verkrijgen gebruikt zij het sinds 1952 zeer intensief en heeft zij in 1971 drie depots bij het Benelux Merkenbureau ingediend.
Op enig moment komt Lucas Bols ter ore dat Colgate-Palmolive de naam 'Klarein' is gaan gebruiken om een allesreiniger aan te duiden, en voornemens is daarvoor intensief reclame te maken. Lucas Bols vreest dat het publiek bij het horen van de naam 'Claeryn' in de toekomst aan zeep moet denken en verzoekt Colgate daarom schriftelijk het woord 'Klarein' niet te gaan gebruiken. Colgate stemt daarmee niet in en  Lucas Bols vordert daarom bij de president van de rechtbank Amsterdam in kort geding dat Colgate - op laste van een dwangsom - zal worden verboden inbreuk te maken op het merk 'Claeryn'. Colgate is tegen de toewijzing van deze vordering in hoger beroep gegaan bij het gerechtshof Amsterdam. Het Hof heeft vervolgens het vonnis van de president vernietigd, maar Colgate toch verboden het woord 'Klarein' voor schoonmaakmiddelen te gebruiken. Hiertegen heeft Colgate beroep in cassatie ingesteld bij de Hoge Raad der Nederlanden, die de zaak bij arrest van 14 juni 1974 heeft geschorst en vier prejudiciële vragen heeft gesteld aan het Benelux-Gerechtshof over de uitlegging van artikel 13, onder A, eerste lid, aanhef en sub 2, van de Eenvormige Beneluxwet op de warenmerken, luidende:

A. Onverminderd de toepassing van het gemene recht betreffende de aansprakelijkheid uit onrechtmatige daad kan de merkhouder zich op grond van zijn uitsluitend recht verzetten tegen:

1. elk ander gebruik, dat zonder geldige reden in het economisch verkeer van het merk of van een overeenstemmend teken wordt gemaakt onder zodanige omstandigheden, dat aan de houder van het merk schade kan worden toegebracht.

## Beoordeling door het Hof
Colgate voerde voor het Hof aan dat zij een geldige reden had voor het gebruik van de aanduiding 'Klarein'. Zo zouden de woorden 'klaar' en 'rein' bij het publiek geassocieerd worden met 'vlug' en 'helder', waardoor het merk geschikt was voor de gekozen waren. Ook zou het merk eerder buiten Nederland gebruikt zijn voor soortgelijke waren, en in de jaren zestig binnen Nederland voor zeepsponsjes. Met zijn vierde, en voor het merkenrecht meest relevante vraag, wenste de Hoge Raad van het Hof te weten "[n]aar welke maatstaf moet worden beoordeeld of van een merk of van een overeenstemmend teken gebruik wordt gemaakt zonder geldige reden in de zin van [artikel 13 Benelux Merkenwet]" en of de door Colgate aangevoerde argumenten een geldige reden opleverden.
Omdat het Hof niet bevoegd is concrete gevallen te beslechten beperkte het zich tot de behandeling van de vraag "of, zo een ander dan de merkhouder een met het merk overeenstemmend teken gebruikt voor een andere soort van waren dan die waarvoor het merk is ingeschreven onder zodanige omstandigheden dat aan de houder van het merk schade kan worden toegebracht doordat het 'kooplust opwekkend vermogen' van het merk door dat 'ander gebruik' wordt aangetast, als 'een geldige reden' in aanmerking kunnen komen omstandigheden, welke hierdoor worden gekenmerkt dat het overeenstemmend teken een bijzondere geschiktheid heeft voor de waren waarvoor het wordt gebruikt en/of dat dit teken ook reeds in het verleden door de gebruiker of door het concern waartoe deze behoort, voor deze of soortgelijke waren binnen het Benelux-gebied en/of elders is gebruikt".
Het Hof verwierp vervolgens eerst het verweer van Colgate dat een redelijk belang bij het gebruik van het merk al een geldige reden zou vormen. Het Hof overweegt dat een merkenrecht een uitsluitend recht vormt, en dat een gebruik door anderen dan de merkhouder slechts gerechtvaardigd kan worden door bijzondere omstandigheden. Daarvoor eist het Hof "dat er voor de gebruiker van dat teken een zodanige noodzaak bestaat juist dat teken te gebruiken, dat van hem in redelijkheid niet kan worden gevergd dat hij zich, niettegenstaande de door dat gebruik aan de merkhouder toegebrachte schade, van dat gebruik onthoudt, dan wel dat de gebruiker een eigen recht heeft om dat teken te gebruiken en dat recht voor de toepassing van [artikel 13] voor dat van de merkhouder niet behoeft te wijken" (cursivering toegevoegd, red.). Naar het oordeel van het Hof voldoet de "bijzondere geschiktheid" van het teken, waar Bols zich op beroept, niet aan die eis.
Het Hof beantwoordt de vierde vraag van de Hoge Raad aldus:

dat voor de toepassing van art. 13, onder A, eerste lid, aanhef en sub 2, Eenvormige Beneluxwet op de warenmerken, ingeval in het economisch verkeer van een merk of overeenstemmend teken door een ander dan de merkhouder gebruik wordt gemaakt voor een andere soort van waren dan die waarvoor het merk is ingeschreven onder zodanige omstandigheden dat aan de houder van het merk schade kan worden toegebracht, de omstandigheden dat het merk of overeenstemmend teken een bijzondere geschiktheid heeft voor de waren waarvoor die ander het gebruikt en/of dat het door de gebruiker of het concern waartoe deze behoort, voor deze of soortgelijke waren binnen het Beneluxgebied of elders reeds eerder is gebruikt, op zich zelf en zonder meer niet als een 'geldige reden' in de zin van die bepaling kunnen worden aangemerkt.

## Relevantie
Het arrest Klarein/Claeryn was bijna veertig jaar staande jurisprudentie, totdat het Hof van Justitie van de Europese Unie op 2 februari 2014 arrest wees in de zaak Leidseplein Beheer/Red Bull. Daarin oordeelde het Hof dat eerder gebruik van een teken voor andere waren of diensten in geval van "uitbreiding van een assortiment" een "geldige reden" kan opleveren, mits de vermeende inbreukmaker te goeder trouw is. Daarmee heeft het criterium van "eigen recht of noodzaak" uit Klarein/Claeryn zijn betekenis verloren.